# 조성욱 (배우)
조성욱(1996년 6월 9일 ~ )은 대한민국의 배우다.

## 방송
- PRODUCE 101 시즌 2 (2017) - 발표순위 91위
- 전체관람가 (2017)
- 세상에서 제일 예쁜 내 딸 (2019) - 민호 역
- 인싸, 아싸 그리고 엉싸 (2019)